# Mikhail Kerzhakov
Bản mẫu:Eastern Slavic name
Mikhail Anatolyevich Kerzhakov (tiếng Nga: Михаил Анатольевич Кержаков; sinh ngày 28 tháng 1 năm 1987) là Cầu thủ bóng đá người Nga. Anh thi đấu ở vị trí thủ môn cho F.K. Zenit Sankt Peterburg và F.K. Zenit-2 Sankt Peterburg. Anh là em trai của tiền đạo Aleksandr Kerzhakov.

## Sự nghiệp câu lạc bộ
Vào ngày 10 tháng 2 năm 2017, anh gia nhập F.K. Orenburg theo dạng cho mượn đến hết mùa giải 2016–17.

### Thống kê sự nghiệp
Tính đến 11 tháng 12 năm 2017
| Câu lạc bộ                    | Mùa giải             | Giải vô địch                | Giải vô địch | Giải vô địch | Cúp     | Cúp       | Châu lục | Châu lục  | Khác    | Khác      | Tổng cộng | Tổng cộng |
| Câu lạc bộ                    | Mùa giải             | Hạng đấu                    | Số trận      | Bàn thắng    | Số trận | Bàn thắng | Số trận  | Bàn thắng | Số trận | Bàn thắng | Số trận   | Bàn thắng |
| ----------------------------- | -------------------- | --------------------------- | ------------ | ------------ | ------- | --------- | -------- | --------- | ------- | --------- | --------- | --------- |
| F.K. Zenit Sankt Peterburg    | 2004                 | Giải bóng đá ngoại hạng Nga | 0            | 0            | 0       | 0         | 0        | 0         | –       | –         | 0         | 0         |
| F.K. Zenit Sankt Peterburg    | 2005                 | Giải bóng đá ngoại hạng Nga | 0            | 0            | 0       | 0         | 0        | 0         | –       | –         | 0         | 0         |
| F.K. Zenit Sankt Peterburg    | 2006                 | Giải bóng đá ngoại hạng Nga | 0            | 0            | 0       | 0         | 0        | 0         | –       | –         | 0         | 0         |
| F.K. Zenit Sankt Peterburg    | 2007                 | Giải bóng đá ngoại hạng Nga | 0            | 0            | 0       | 0         | 0        | 0         | –       | –         | 0         | 0         |
| F.K. Zenit Sankt Peterburg    | 2008                 | Giải bóng đá ngoại hạng Nga | 0            | 0            | 0       | 0         | 0        | 0         | –       | –         | 0         | 0         |
| F.K. Volga Ulyanovsk          | 2008                 | First Division              | 21           | 0            | 0       | 0         | –        | –         | –       | –         | 21        | 0         |
| F.K. Volgar-Gazprom Astrakhan | 2009                 | First Division              | 17           | 0            | 1       | 0         | –        | –         | –       | –         | 18        | 0         |
| F.K. Alania Vladikavkaz       | 2010                 | Giải bóng đá ngoại hạng Nga | 16           | 0            | 2       | 0         | –        | –         | –       | –         | 18        | 0         |
| F.K. Volga Nizhny Novgorod    | 2011–12              | Giải bóng đá ngoại hạng Nga | 12           | 0            | 1       | 0         | –        | –         | 2       | 0         | 15        | 0         |
| F.K. Volga Nizhny Novgorod    | 2012–13              | Giải bóng đá ngoại hạng Nga | 19           | 0            | 1       | 0         | –        | –         | –       | –         | 20        | 0         |
| F.K. Volga Nizhny Novgorod    | Tổng cộng            | Tổng cộng                   | 31           | 0            | 2       | 0         | 0        | 0         | 2       | 0         | 35        | 0         |
| F.K. Anzhi Makhachkala        | 2013–14              | Giải bóng đá ngoại hạng Nga | 23           | 0            | 0       | 0         | 7        | 0         | –       | –         | 30        | 0         |
| F.K. Anzhi Makhachkala        | 2014–15              | FNL                         | 32           | 0            | 2       | 0         | –        | –         | –       | –         | 34        | 0         |
| F.K. Anzhi Makhachkala        | Tổng cộng            | Tổng cộng                   | 55           | 0            | 2       | 0         | 7        | 0         | 0       | 0         | 64        | 0         |
| F.K. Zenit Sankt Peterburg    | 2015–16              | Giải bóng đá ngoại hạng Nga | 3            | 0            | 3       | 0         | 2        | 0         | –       | –         | 8         | 0         |
| F.K. Zenit Sankt Peterburg    | 2016–17              | Giải bóng đá ngoại hạng Nga | 6            | 0            | 1       | 0         | 1        | 0         | –       | –         | 8         | 0         |
| F.K. Zenit-2 Sankt Peterburg  | 2015–16              | FNL                         | 1            | 0            | –       | –         | –        | –         | –       | –         | 1         | 0         |
| F.K. Orenburg                 | 2016–17              | Giải bóng đá ngoại hạng Nga | 5            | 0            | –       | –         | –        | –         | –       | –         | 5         | 0         |
| F.K. Zenit Sankt Peterburg    | 2017–18              | Giải bóng đá ngoại hạng Nga | 0            | 0            | 0       | 0         | 0        | 0         | –       | –         | 0         | 0         |
| F.K. Zenit Sankt Peterburg    | Tổng cộng (3 spells) | Tổng cộng (3 spells)        | 9            | 0            | 4       | 0         | 3        | 0         | 0       | 0         | 16        | 0         |
| Tổng cộng sự nghiệp           | Tổng cộng sự nghiệp  | Tổng cộng sự nghiệp         | 155          | 0            | 11      | 0         | 10       | 0         | 2       | 0         | 178       | 0         |